# Louvre
Musée du Louvre, uradno Grand Louvre ali enostavno Louvre [lúvər] je narodni muzej Francije, najbolj obiskan muzej na svetu in zgodovinski spomenik. Nahaja se v središču Pariza, na desnem bregu reke Sene v 1. okrožju. Približno 35.000 predmetov (od 3. tisočletja pr. n. št. do 19. stoletja n. št.) je razstavljenih na 60.600 kvadratnih metrov površine.

## Od srednjega veka do francoske revolucije
Louvrsko palačo (Palais du Louvre), znotraj katere je znameniti muzej, je v 12. stoletju zgradil Filip II. kot rezidenco francoskih kraljev. Ostanki te starodavne zgradbe so še vidni v kripti. Ne ve se, ali je bila to prva zgradba na tem mestu, a možno je, da je Filip II. nadgradil že obstoječ stolp. Tudi etimološki izvor imena Louvre ni čisto znan: mogoče se nanaša na status strukture palače, ki je veljala za največjo v Parizu v 12. stoletju (francosko: L'Œuvre, mojstrovina), mogoče na njeno lokacijo v gozdu (iz francoskega: rouvre, kar pomeni hrast), mogoče pa celo, sodeč po Laroussu, na zavetišče, kjer so lovili volkove (lat.: lupus, nižje cesarstvo: lupara).
Louvrsko palačo so v srednjem veku velikokrat nadgrajevali. V 14. stoletju je Karel V. spremenil zgradbo v lastno rezidenco, leta 1546 pa je Franc I. Francoski obnovil stavbo v renesančnem slogu tistega obdobja. Franc I. je zbral vsa dela in predmete, ki naj bi postali jedro muzejskih zbirk - sem spada tudi Mona Lisa Leonarda da Vincija. Gradnja se je upočasnila, ko se je Ludvik XIV. preselil v Versailles leta 1682. Kljub temu pa je dovolil, da se v Louvre naselijo razni umetniki.
Do sredine 18. stoletja se je namnožilo število prošenj za ustanovitev galerije, odprte za javnost. Sam Lafont Saint-Yenne je leta 1747 objavil razpis za razstavo kraljeve zbirke. Leta 1750 je Ludvik XV. dovolil razstavo nekaterih del iz kraljeve zbirke v Louvru. Odprli so prostor za občinstvo, ki si je lahko ogledalo zbrana dela ob sredah in sobotah. Zbirka je vsebovala umetnine Andrea del Sarte in Rafaela, Tiziana, Veroneseja; Rembrandta; Poussina ali Van Dycka. Pod vladavino Ludvika XVI. je ideja o muzejski zbirki postala zakon. Grof d'Angiviller je razširil zbirko razstavljenih del in leta 1776 predlagal preimenovanje Velike galerije (ki je vsebovala zemljevide) v Francoski muzej. Veliko jih je predlagalo, da bi spremenili Louvre v muzej, a noben predlog ni naletel na odobravanje. Tako je muzej ostal nepopoln do francoske revolucije. 

### Odprtje
Med francosko revolucijo je bil Louvre spremenjen v muzej za javnost. Maja 1791 je francoski državni zbor izjavil, da bi naj Louvre postal »kraj, kjer bi bili na enem mestu zbrani spomeniki vseh vrst umetnosti in znanosti«. Ko so 10. avgusta 1792 aretirali Ludvika XVI., je louvrska kraljeva zbirka postala državna lastnina. 19. avgusta 1792 je državni zbor razglasil nujen sklic za nadaljevanje gradnje, saj jih je prežemal strah pred tatovi in skrunitelji. Že oktobra 1792 je komisija za »ohranitev državnega spomina« pričela zbirati kolekcijo za razstavo.
Muzej je bil odprt 10. avgusta 1793 na prvo obletnico propada monarhije. Javnost je imela prost vstop kar tri dni v tednu, kar so sprejeli kot velik dosežek. Zbirka je vsebovala 573 slik in 184 umetnin. Tri četrtine je prispevala kraljeva zbirka, preostane so bila zasežena dela izseljencev in rimskokatoliške cerkve pomembnih za narod (biens nationaux). Da bi razširili in povečali zbirko, je Republika vsako leto darovala 100.000 livrej. Stavbo so zaprli maja 1796, ker je postala nestabilna. Znova so jo odprli 14. julija 1801, kjer se je predstavila z novo kronološko razporeditvijo in umetno svetlobo.

## Stavba Grand Louvre
Louvrska palača je skoraj pravokotna stavba, ki je sestavljena iz osrednjega Cour Carréeja in dveh kril, ki obdajajo Cour Napoléon na severu in jugu. V osrčju tega stavbenega kompleksa leži piramida Louvre, ki kraljuje nad osrednjo točko dela odprtega za obiskovalce. Muzej je razdeljen v tri krila: Sullyevo krilo na vzhodu, ki vsebuje Cour Carrée in najstarejše dele Louvra, Richelieujevo krilo, ki se razteza na sever in Denonovo krilo, ki meji na Seno na jugu.

## Zbirke
Muzej Louvre hrani več kot 380.000 predmetov in razstavlja 35.000 umetniških del v osmih kuratorskih predelih.

### Egipčanska umetnost
Ta oddelek hrani preko 50.000 razstavnih enot, ki segajo v obdobja egipčanskih civilizacij, torej od leta 4.000 pr. n. št. do 4. stoletja pr. n. št. Zbirka, ki spada v eno izmed največjih zbirk na svetu, nudi slikovit pregled egipčanskega življenja. Sprehod skozi zgodovino se začne z antičnim Egiptom, nadaljuje s srednjim in novim Egipčanskim kraljestvom ter koptsko umetnostjo in konča z rimskimi, Ptolomejevimi ter bizantinskimi obdobji. Originalno je zbirka nastala že v času francoske monarhije, korenito pa je bila izboljšana na račun Napoleonovega pohoda (1798) z Dominiquom Vivantom, ki je postal kasnejši direktor Louvra. Ko je Jean-François Champollion razvozlal kamen iz Rosette, je Karel X. Francoski razglasil, da mora biti ustanovljen oddelek za egiptologijo. Champollion je svetoval, da kupijo tri velike zbirke: Duranda, Salta in Drovettija. Te zbirke so prispevale dodatnih 7.000 enot. Nadgradnja se je nadaljevala na račun izkopavanj Augusta Mariettija, ki je bil ustanovitelj Egipčanskega muzeja v Kairu. Mariette je po izkopavanjih v Memfisu poslal nazaj v Evropo mnogo arheoloških najdb, vključujoč sedečega pisarja. 
Zbirka je postavljena v več kot 20 različnih prostorov, ki jih varuje Velika sfinga (2000 pr. n. št.). Najdbe vključujejo umetniška dela, papirusove zvitke, mumije, orodja, oblačila, nakit, igre, glasbila in orožje. Najdbe iz antičnega dela vključujejo Gebel-el Arakov nož iz leta 3400 pr. n. št., sedečega pisarja in glavo kralja Džedefra. Umetnost srednjega Egipta (znana po svojih zlatih predmetih in kipih) se lahko postavi s premikom iz realizma v idealizem; to je ponazorjeno s shističnim kipom Amenemhatanka in z lesenim Darovalcem. Umetnost Novega kraljestva in koptska egipčanska umetnost sta izjemno globoki, kip boginje Neftis in apnenčeva podoba boginje Hator pa ponazarjata čustvenost in bogastvo.

### Umetnost vzhodnih civilizacij
Umetnost civilizacij Bližnjega vzhoda (drugi najnovejši oddelek) je bil ustanovljen leta 1881 in predstavlja pregled civilizacij Bližnjega vzhoda in »prvih naselbin« pred prihodom islamskih ljudstev. Oddelek je razdeljen na tri področja: levantinska, mezopotamska in iranska umetnost. 
Muzej vsebuje najdbe iz časa Sumercev (Akad) s spomeniki, kot so: Spomenik mrhovinarjev (avtor: princ Lagaški) iz leta 2450 pr. n. št. in Spomenik, ki ga je zgradil Naramsin, akadski kralj, da bi proslavil zmago nad barbari v gorovju Zagros. 
Leta 1901 so odkrili 2,25 metra visok Hamurabijev zakonik. Ta na zelo jasen način prikazuje babilonske zakone, ki jih je moral upoštevati vsak Babilonec. 
V iranskem oddelku pa se nahajajo arhaične najdbe, kot so Glava pogrebnika in Perzijski lokostrelci Dareja I.

### Grška, etruščanska in rimska umetnost
Ta oddelek razstavlja predmete z mediteranskega območja, ki segajo od neolitika do 6. st. n. št. Zbirka obsega predmete od dobe Kikladov vse do propada Rimskega cesarstva. Je ena najstarejših zbirk v muzeju - za njen razvoj je skrbel namreč že Franc I. Na začetku se je zbirka osredotočala na kipe iz marmorja, kot je npr. Miloška Venera. Kipi, kot je npr. Apolon Belvederski, so prispeli med napoleonskimi vojnami, a so jih po Napoleonovem padcu leta 1815 morali vrniti na njihovo prvotno mesto. V 19. stoletju je Louvre sprejel še več najdb, vključujoč vaze iz zbirke Durand - med njimi tudi Borgeška vaza iz Narodne knjižnice. 
Arhaično obdobje je zaznamovano s starinskim nakitom in artefakti, kot je npr. Dama iz Auxxera (apnenec) iz leta 640 pr. n. št. in Hera iz Samosa (približno 570–560 pr. n. št.). Po 4. st. pr. n. št. se je zanimanje za človeka povečalo, kar se kaže na Borgeškem Gladiatorju. Louvre hrani tudi mojstrovine iz helenističnega obdobja - Krilata Nike Samotraška (190 pr. n. št.) in Venera iz Mileta, simbolična za klasično umetnost. V galerijah, ki tečejo vzporedno z reko Seno, se nahaja večina rimskih umetnin. Za ta žanr je značilno predvsem rimsko risanje portretov. Primerki vključujejo portreta Agripe in Anniusa Verusa. Med bronastimi skulpturami pa se nahaja tudi grški Apolon iz Piombina.